# 인빈서블급 순양전함
인빈서블급 순양전함(Invincible class battlecruiser)는 영국 해군의 순양전함이다. 인빈서블급은 제1해군의 본부장 재키 피셔 제독이 제창한 ‘빠른 속력은 최대의 방어’를 컨셉으로 전함 수준의 공격력과 순양함 수준의 작전 능력을 겸비한 함으로 탄생한 세계 최초의 순양전함이다.

## 개요
드레드노트급 드레드노트의 건조와 병행하여 전함과 동등한 단일 구경 주포를 제공하며 속력에서는 그것을 능가하는 대형 장갑순양함으로 계획된 전함으로 새로운 순양전함(영어 직역하면 전투순양함)이라는 함종 이름을 부여했다. 드레드노트급의 출현으로 기존의 장갑순양함은 단숨에 구식화되어 버렸다.
인빈서블급과 드레드노트급을 비교하면 주포가 2문 적고 주포 구경이 같고, 기관 출력은 드레드노트보다 약 1.8배에 속력인 4.5노트로 우수했으며, 수선부 장갑은 약 55%로 순양전함의 성격이 두드러지게 나타나고 있다. 상비 배수량은 800톤 정도로 적었지만, 반대로 길이는 12m를 웃돌고 있어 빠른 속도를 내기 쉬운 저항이 적은 함 형태였다.

## 함체

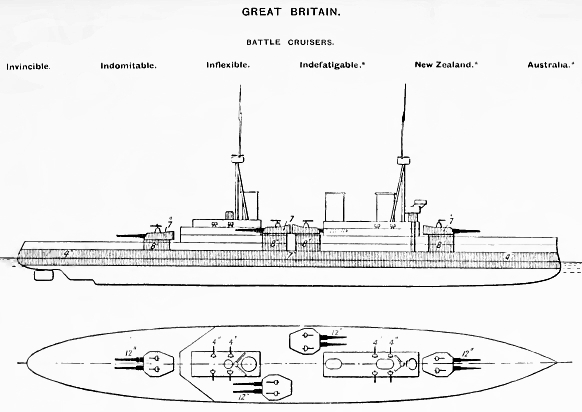
인빈서블급의 무장, 장갑 배치를 나타낸 도면

선체 형상은 같은 시기 영국 전함 중 영국의 장갑순양함 중에도 잘 어울리지 않는 긴 함수 누각형 선체였다. 함수에는 새롭게 설계한 ‘마크 X 305mm (45구경) 포를 연장포탑에 장착하고, 함수 갑판에 1기, 그 뒤에 사령탑을 넣은 함교를 기부로 하고 있는 개방형의 삼각식 앞 돛대가 서있다. 삼각대 돛대 뒤로는 3개의 굴뚝이 서 있는데, 중앙부에 주포탑 2기가 있는 관계로 1번 굴뚝과 2번 굴뚝은 가깝게 세워졌고, 3번 굴뚝은 뒷 돛대에 밀려 서 있었다.
함재정은 갑판 곳곳에 주포가 있는 관계로 공간이 좁아서 1번, 2번 굴뚝 아래의 망루와 뒷 돛대 아래에 빽빽하게 늘어 실었다. 2번 굴뚝 뒤에 좌우로 2번, 3번 주포탑이 현마다 1기씩 배치되었지만, 앞뒤로 약간 비틀어 배치되었기 때문에 좌우 방향으로 전체 주포의 일제 사격이 가능해졌다.
현측 주포탑 뒤에 3번 굴뚝과 후방 삼각 돛대를 기부에 넣고 뒤쪽으로 함재정 창고가 있었다. 함재정은 2번 굴뚝의 좌우에 달린 크레인 2기와 뒷 돛대 아래 부분에 달린 크레인으로 운용되었다. 후방 함재정 창고에서 갑판 한 단을 내려와 선미 갑판 위에 뒷 쪽을 향해 4번 주포탑 1기가 배치됐다.

## 무장

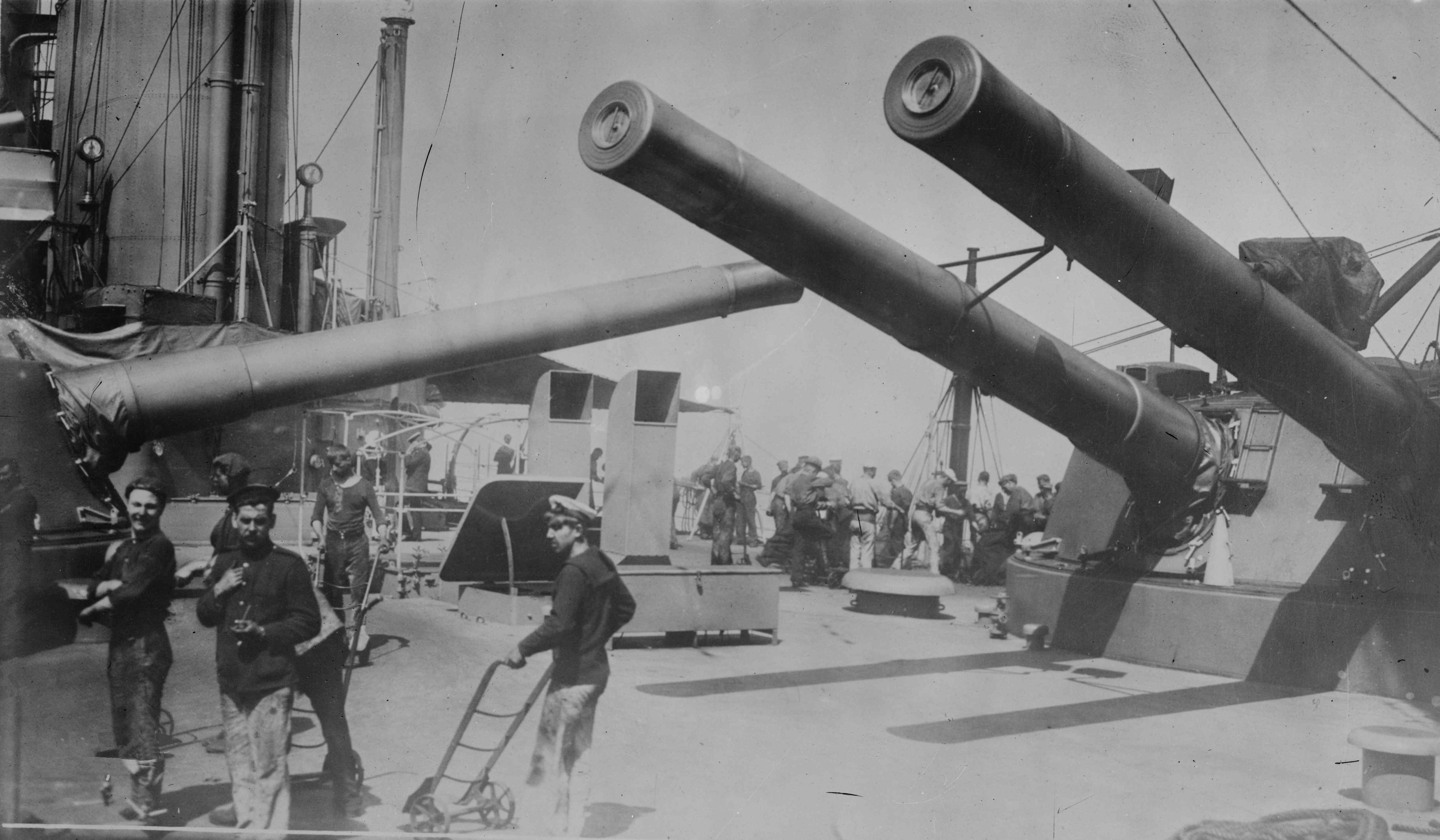
인도미터블의 현측포탑, 이렇게 포탑을 반대쪽으로 돌리면 양현에서 전력으로 일제 사격이 가능했다

### 주포
주포는 새로 설계한 ‘마크 X 305mm (45구경) 포를 채용했다. 성능은 무게 386kg의 포탄을 최대 고각 13.5도에서 17,236m까지 쏘아 보낼 수 있으며, 사거리는 9,140m로 현측 장갑 269mm를 관통하는 능력을 가지고 있었다. 이 포를 새로 설계한 연장포탑에 담아 부앙 능력 앙각 13.5도, 부각은 3도이며, 선회 각도는 1번, 4번 포탑이 선체 수미선 방향을 0°로 좌우 150도의 회전 각도를 가졌으며, 현측의 2번 · 3번 포탑은 180도 회전 범위를 가지고 있었다. 발사 속도는 분당 1.5발이었다.
주목할 만한 것은 기존의 영국 전함에서는 주포탑이 수압으로 움직였지만, 인빈서블급에서는 전기를 동력으로 포탑을 움직였다. 주포탑의 동력으로 전기를 사용한 것은 이 당시에도 드문 일은 아니었다. 프랑스 해군은 전노급 전함의 시대에 이미 전기를 도입했고, 미국 해군에서도 주포탑의 동력으로 일부 전기를 사용하는 것도 있었다. 오히려 영국 해군에서 뒤늦게 도입하게 된 것이다. 포탑의 선회, 포탄의 양탄, 장전, 포신의 상하 이동 등도 모두 기존의 수압식에서 전동식으로 바뀌었다.
그러나 이 포탑은 완전한 실패였다. 포신의 상하를 조절하는 기구는 구조가 가늘고, 고장이 빈발했다. 또한 전동 포탑은 기존의 수압식 포탑에 비해 고가여서, 영국 해군은 기존의 함을 전동식으로 바꾸는 것을 미루고, 이후로도 수압식 채용을 계속 유지하였다. 또한 인빈서블급의 포탑도 제1차 세계 대전이 발발하기 이전인 1914년에 수압식으로 개조하여 전투함에서 실제 사용할 수 있게 했다. 이후에도 영국 해군은 전동식에는 질색을 하였고, 새로운 전함의 시대가 된 이후에도 포탑의 동력은 물론이거니와 전함에서 사용되는 모든 동력에 전기 기계를 사용하는 것을 꺼려하게 되었다.

### 부포
드레드노트는 76mm 속사포만 부포로 가지고 있었지만, 인빈서블급은 열강의 어뢰정의 대형화에 따라 부포의 구경이 102mm로 커진 새로 설계된 ‘마크 III 102mm (45구경) 포를 채용하였다. 이 포는 14.1kg의 포탄을 최대 앙각 20도에서 8,780m까지 쏘아보내는 성능을 가지고 있었다. 선회, 부앙과 장전은 모두 인력으로 이루어졌다. 좌우 방향으로 180도를 회전할 수 있고, 부앙 앙각 20도, 부각 10도에 발사 속도는 분당 810발이었다.
이 단장포가에 16개 16문을 탑재했다. 탑재 형식은 1번 ~ 4번 주포탑에 병렬로 2개씩 총 8문, 정면 함교 측면에 현마다 2개씩 총 4문, 후방 감시탑에 4개 총 4문을 탑재했다. 주포탑 위에 배치된 부포는 일단 주포가 발사되기 시작하면 후폭풍을 받기 때문에, 함 내로 대피시켜야 했다. 실질적으로는 상부 구조물에 배치된 8문만 신뢰할 수 있었고, 그마저도 앞뒤로 2문, 현마다 4문이 배치되어 든든한 화력은 기존의 장갑순양함보다는 오히려 뒤떨어지고 있었다.

## 방어
인빈서블급의 방어 능력은 기존의 장갑순양함보다 뒤떨어졌고, 영국 해군 최후의 장갑순양함인 ‘마이노토르급’에 조차도 미치지 못했다.

## 이력
인빈서블급 순양전함은 인빈서블, 인도미터블, 인플렉서블 3척이며, 모두 1905년 계획에 따라 1908년에 준공을 했다. 인빈서블과 인플렉서블는 유틀란트 해전에 참가했다. 인빈서블은 독일 순양전함 류쯔오우의 포격을 받아 굉침되었다. 세계 최초의 순양전함이 몸소 그 취약점을 밝히게 된다. 인도미터블과 인플렉서블은 그후 장갑의 추가, 장비 등의 대책이 시행되었다. 두 척 모두 1921년에 매각되어 해체되었다.

## 참고 문헌
- 《세계의 함선》 증보판 제22집 “현대전함사” (해인사)
- 《세계의 함선》 증보판 제83집 “현대전함사” (해인사)
- 《세계의 함선》 증보판 제30집 “영국전함사” (해인사)